# Fritz Jürgensen
Georg Urban Frederik (Fritz) Jürgensen, född 1818 i Köpenhamn, död där 1863, var en dansk tecknare.